# A. R. Gurney
Albert Ramsdell Gurney Jr (Buffalo, 1 de novembro de 1930 – Manhattan, 13 de junho de 2017) foi um dramaturgo e romancista americano. Ficou conhecido pelas obras Love Letters (play)|Love Letters, The Cocktail Hour, eThe Dining Room. 

## Biografia
Nascido em Buffalo, Nova Iorque, Gurney, foi graduado na St. Paul's School, participou da Williams College e da Yale School of Drama. Ele começou escrevendo peças como Scenes from American Life, Children, e The Middle Ages enquanto no MIT, mas teve seu grande sucesso com The Dining Room que lhe permitiu escrever em tempo integral.
Gurney também escreveu vários romances, incluindo:
- The Snow Ball
- The Gospel According to Joe
- Entertaining Strangers ISBN 0-385-12551-8

Gurney também apareceu em várias de suas peças, como por exemplo em The Dining Room e de forma mais notável em Love Letters.
Em 2006, Gurney foi eleito membro da Academia Americana de Artes e Letras.